# Marine royale (Marocco)
La Marine royale (in arabo البحرية الملكية‎?, al-Bahriyyat al-Malikiyya; in tamazight: Adwas Ageldan n Yilel), ossia "Regia Marina", è la forza militare marittima del Marocco.
La Regia Marina del Marocco costituisce una delle sei forze armate del paese nordafricano, insieme a Regio Esercito, Regia Aeronautica, Gendarmeria Reale, Guardia Reale e Le forze ausiliarie. Il suo compito principale è quello della difesa marittima e la protezione degli interessi della monarchia nordafricana.
La Regia marina del Marocco, in coordinamento con Esercito e Aeronautica, partecipano alla difesa del Regno magrebino e alla sorveglianza di coste e ZEE, inoltre, contribuiscono alla salvaguardia dell'ambiente e al soccorso della popolazione civile in caso di catastrofe, al contrasto del traffico di clandestini, di armi, del contrabbando di stupefacenti e alla pirateria.

## Storia
La Regia marina del Marocco è nata insieme alle altre forze armate del paese nordafricano, all'atto della sua indipendenza, nel 1956. Tuttavia la Regia Marina dovette far a meno delle navi, limitandosi a far seguire corsi di formazione ai suoi marinai presso marine stranieri, negli Stati Uniti, in Spagna, in Francia.
Le prime navi destinate ad alzare la bandiera della Regia marina del Marocco furono due pattugliatori ceduti nel 1960 dalla Francia e ribattezzati "El Lahiq" ed "Agadir", in seguito vennero acquistate alcune motovedette e una nave cacciamine classe Sirius dalla Francia.
Sebbene La Regia marina del Marocco sia stata istituita solo dopo l'indipendenza, in realtà la forza navale marocchina affonda le sue radici nell'XI secolo sotto la dinastia Almoravidi. Nel XII secolo sotto la dinastia Almohadi ebbe la più grande flotta navale del Mediterraneo e aveva cantieri lungo tutta la costa nordafricana, il cui intervento fu invocato dall'ayyubide Saladino contro i crociati di Acri.

### Ammodernamento della Regia marina
Nel decennio 2004-2014 La Regia marina marocchina fece un balzo in avanti sia dal punto di vista quantitativo che qualitativo, soprattutto con l'acquistato di quattro navi da pattugliamento e una serie di navi in grado di operare in alto mare: in particolar modo, le due fregate Classe Floréal, le tre fregate Classe SIGMA e la fregata Classe FREMM.
Al 2014 sono in corso trattative per una seconda Fregata FREMM e qualche sottomarino avanzato di quarta generazione Classe Lada "Amur-1650".
Secondo un rapporto dello "Stockholm International Peace Research Institute", il Marocco ha registrato un aumento di importazioni di armi molto significativo, che lo pone al dodicesimo posto mondiale tra i Paesi importatori di armi..

## Marinai famosi

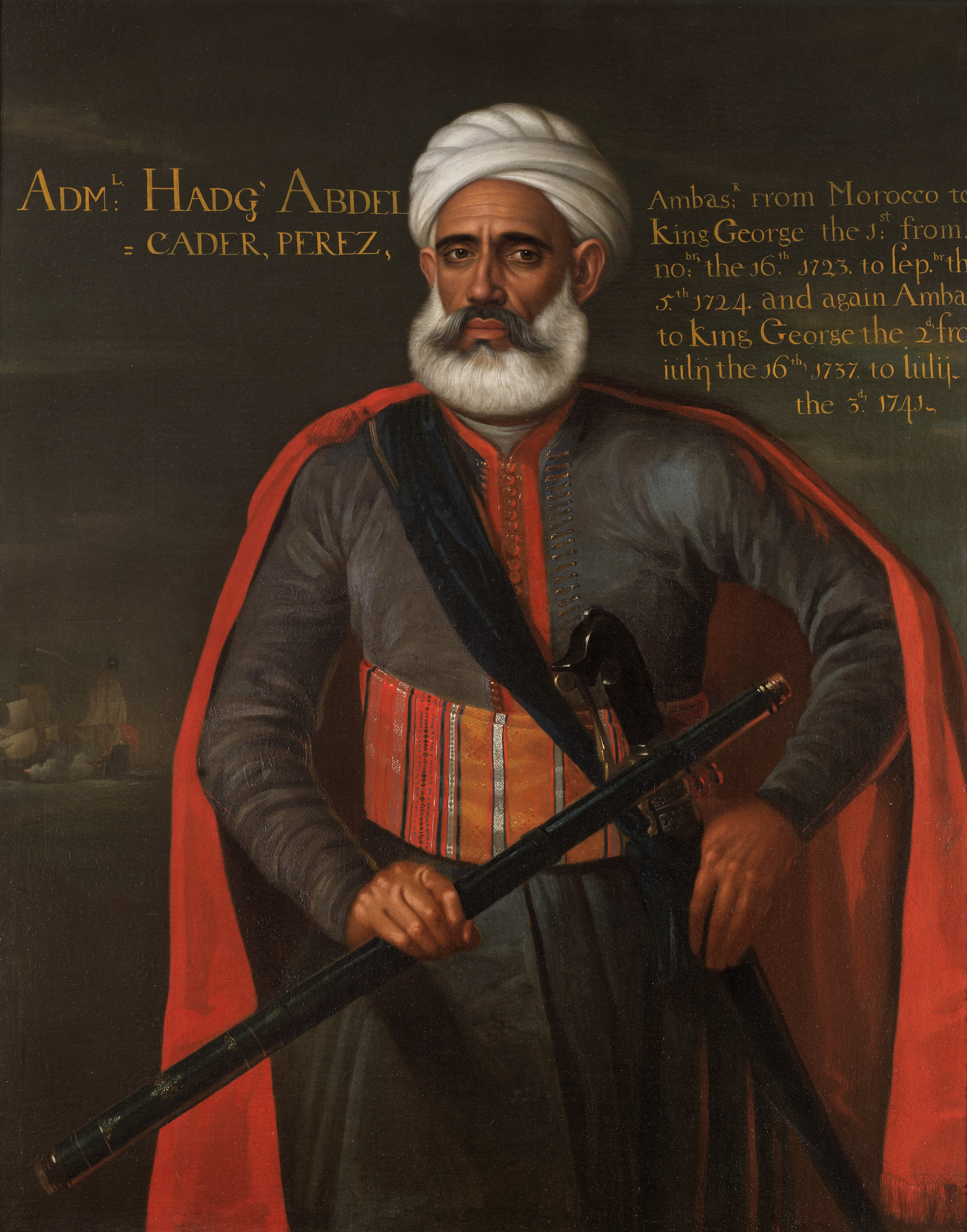
Abdelkader Pérez, ambasciatore in Inghilterra nel 1723

- Abdellah Ben Aïcha, ammiraglio di Salé, fu inviato in qualità di ambasciatore al Re di Francia Luigi XIV.
- Abdelkader Pérez, ambasciatore in Inghilterra nel 1723 e di nuovo nel 1737.
- Abdellah Ben Soleïman, comandante della flotta almohade.
- Abdellah Ben Taâ Allah, comandante della flotta almohade.
- Corsaro Triki di Salé, XVII secolo.

## Basi navali

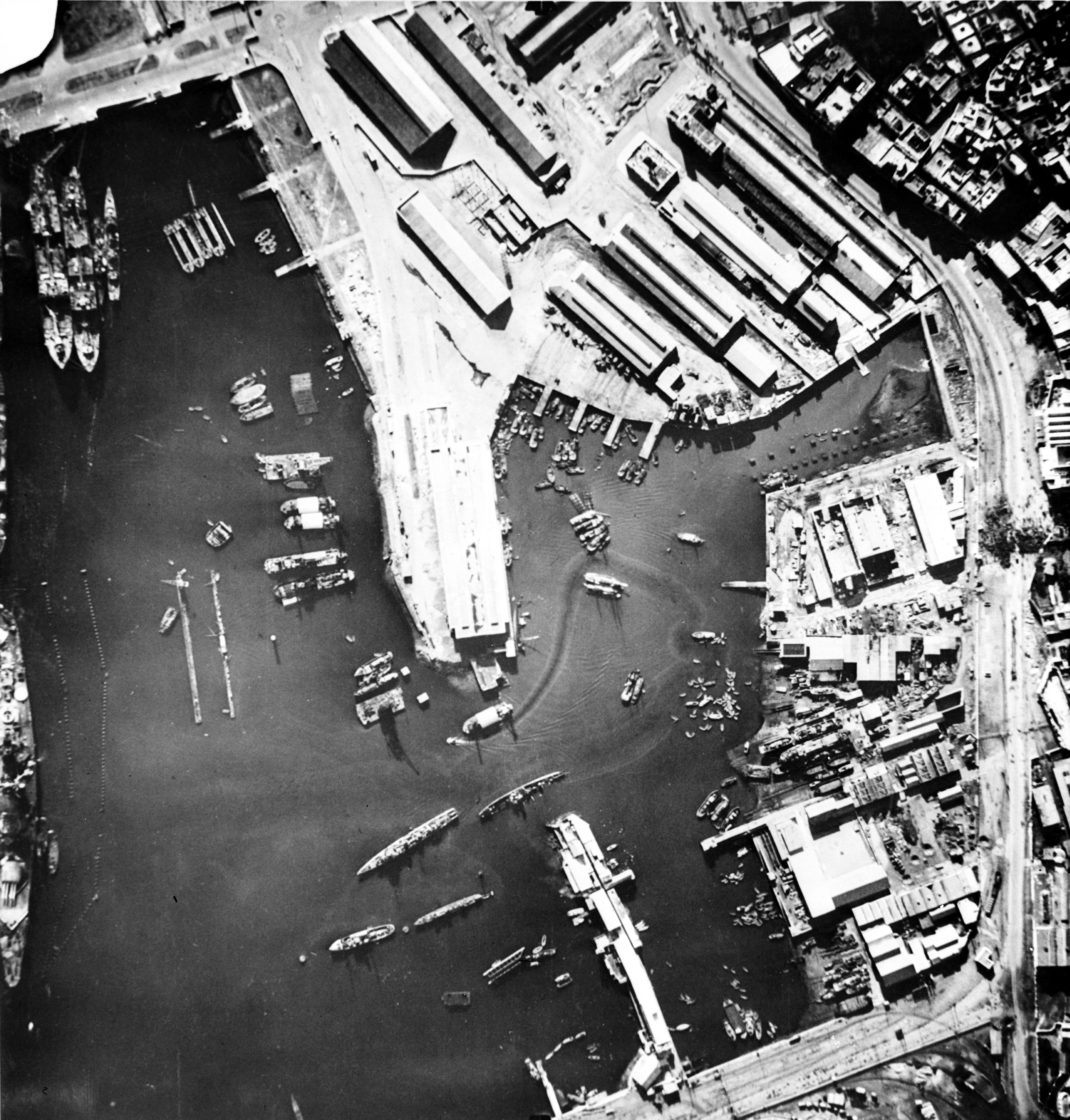
Il porto di Casablanca 1942

Le principali basi della Marina militare Marocchina:
- Casablanca
- Tangeri
- Dakhla
- Agadir
- Al Hoceima
- Ksar Sghir

Ksar Sghir è la più grande base navale del Marocco ed è anche la prima base navale marocchina sulla costa del Mediterraneo. Si trova nei pressi del porto di Tangeri Med.
Ha richiesto un investimento di 1,4 miliardi di dirham (circa 130 milioni di euro).

## Esercitazioni militari internazionali

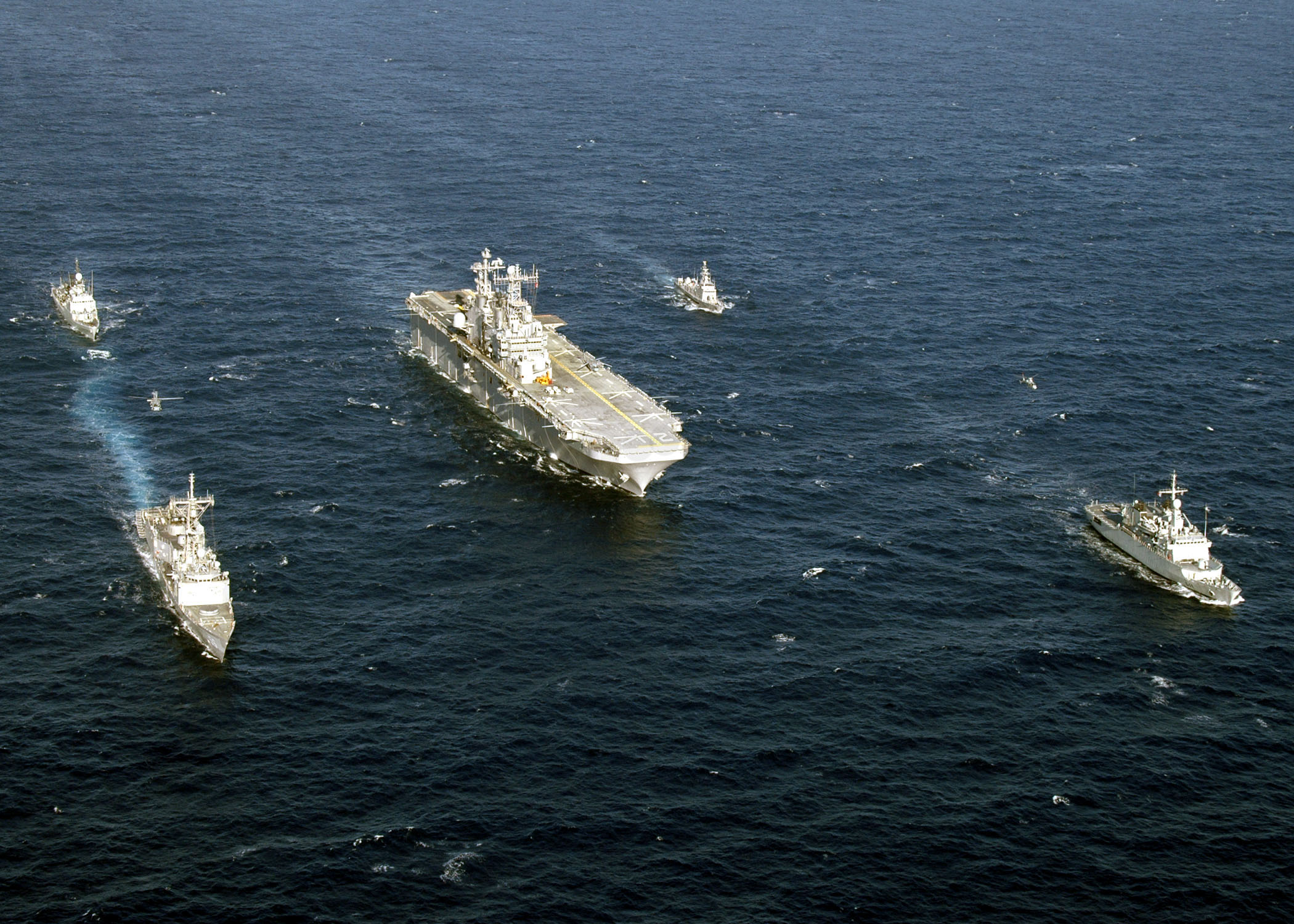
Esercitazione Phoenix Express 2006.

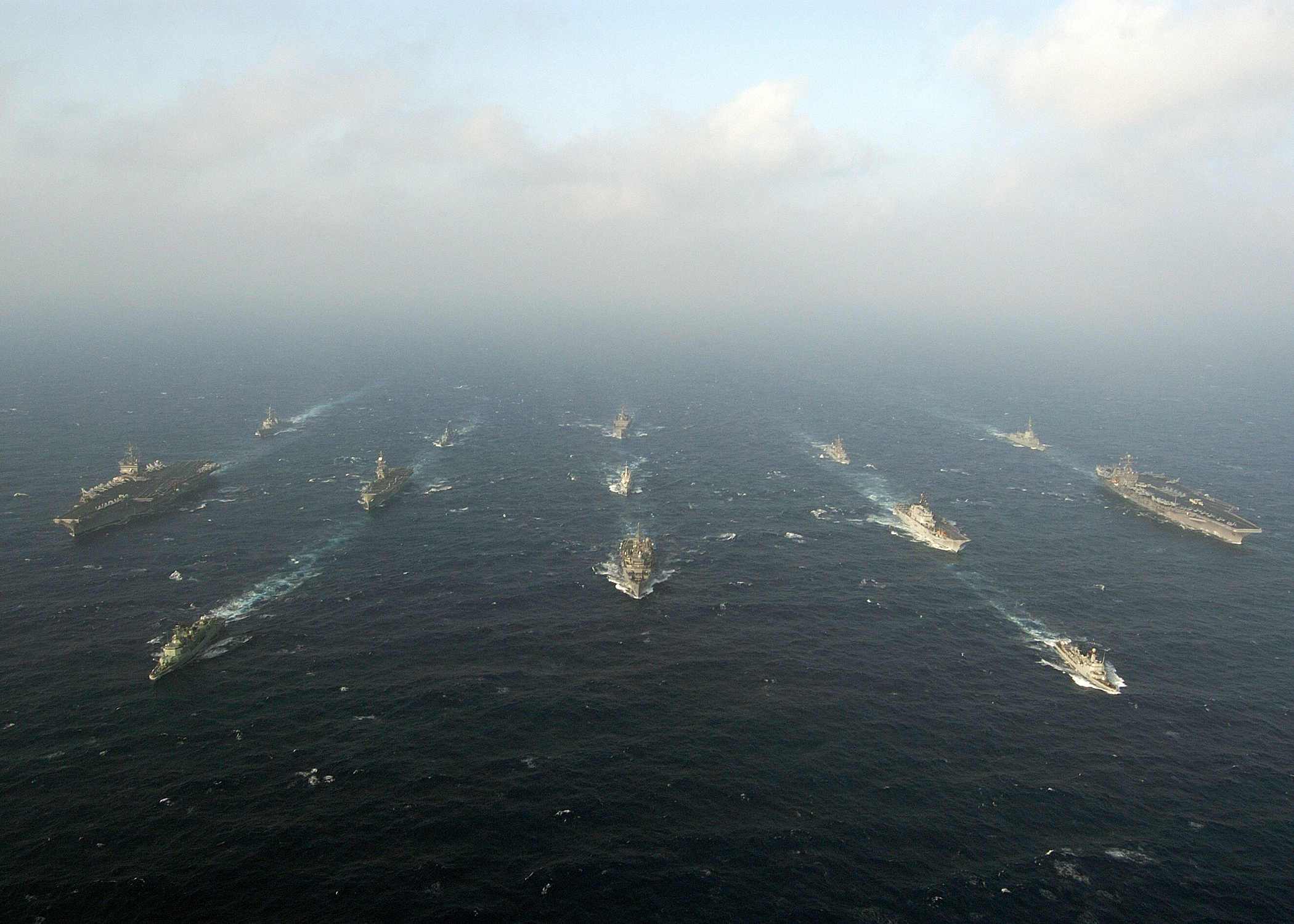
Esercitazione Medshark/Majestic Eagle 2004

La Regia marina del Marocco partecipa annualmente a diverse esercitazioni militari marittime, le più importanti sono:
- African Lion: è una esercitazione bilaterale tra gli Stati Uniti e il Marocco ed è la più grande esercitazione annuale del continente africano, include sia l'esercito che l'aeronautica oltre che alla marina del Marocco.[5].
- Saharan Express: È una delle quattro esercitazioni africane della serie "Express" (Usa - Nord Africa - Europa)[6].
- Phoenix Express.[7]
- Cutlass Express.
- Obangame Express.
- Flintlock.[8]
- Multicooperative Exercise: è una esercitazione marittima tra la Regia marina del Marocco e EUROMARFOR. La prima edizione è stata nel 2010 mentre la seconda a giugno del 2014.[9]
- African Eagle: è una esercitazione biennale tra gli Stati Uniti e il Marocco.[10]

## Fanteria di marina e forze speciali

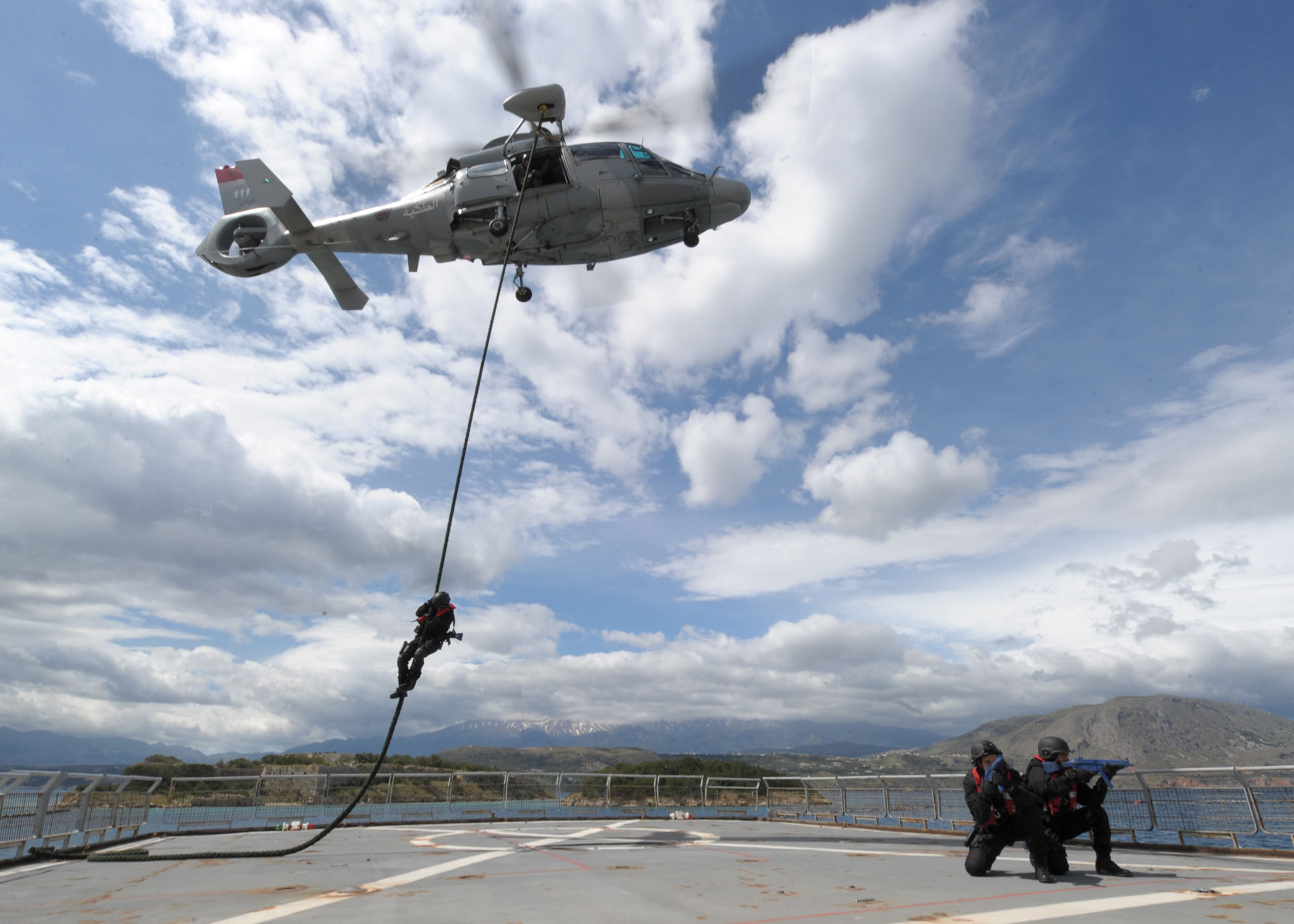
Forze Speciali della marina del Marocco.

### Fanteria di marina
La Regia marina del Marocco dispone di 3000 fanti di marina raggruppati in tre battaglioni. Hanno in dotazione 5 navi da assalto anfibio, 3 dei quale appartengono alla Classe Champlain ed una alla classe Newport già in servizio nella US Navy come USS Bristol County (LST-1198), elicotteri Panther e veicoli tattici leggeri HMMWV.

### Forze speciali
I Groupes d'intervention de la Marine royale (GIMR) sono le forze speciali della Marina militare del Marocco, specializzati in operazione anfibie e navali (sabotaggio, infiltrazione, ricognizioni speciali, Intelligence, ecc.)

## Tabella riassuntiva dei gradi
| Officiers généraux                      | Officiers généraux | Officiers généraux | Officiers généraux | Officiers généraux | Officiers généraux |
| Grado                                   | Appellativo        | Distintivo         |                    |                    |                    |
| --------------------------------------- | ------------------ | ------------------ | ------------------ | ------------------ | ------------------ |
| Amiral                                  | Amiral             |                    |                    |                    |                    |
| Vice-amiral d'escadre                   | Amiral             |                    |                    |                    |                    |
| Vice-amiral                             | Amiral             |                    |                    |                    |                    |
| Contre-amiral                           | Amiral             |                    |                    |                    |                    |
| Officiers supérieurs                    |                    |                    |                    |                    |                    |
| Grado                                   | Appellativo        | Distintivo         |                    |                    |                    |
| Capitaine de vaisseau major             | Commandant         |                    |                    |                    |                    |
| Capitaine de vaisseau                   | Commandant         |                    |                    |                    |                    |
| Capitaine de frégate                    | Commandant         |                    |                    |                    |                    |
| Capitaine de corvette                   | Commandant         |                    |                    |                    |                    |
| Officiers subalternes                   |                    |                    |                    |                    |                    |
| Grado                                   | Appellativo        | Distintivo         |                    |                    |                    |
| Lieutenant de vaisseau                  | Capitaine          |                    |                    |                    |                    |
| Enseigne de vaisseau de première classe | Lieutenant         |                    |                    |                    |                    |
| Enseigne de vaisseau de deuxième classe | Lieutenant         |                    |                    |                    |                    |
| Officiers mariniers supérieurs          |                    |                    |                    |                    |                    |
| Grado                                   | Appellativo        | Distintivo         |                    |                    |                    |
| Maître principal                        | Maître principal   |                    |                    |                    |                    |
| Premier maître                          | Premier maître     |                    |                    |                    |                    |
| Officiers mariniers                     |                    |                    |                    |                    |                    |
| Grado                                   | Appellativo        | Distintivo         |                    |                    |                    |
| Maître                                  | Maître             |                    |                    |                    |                    |
| Second maître de première classe        | Second maître      |                    |                    |                    |                    |
| Second maître de deuxième classe        | Second maître      |                    |                    |                    |                    |
| Militaires du rang                      |                    |                    |                    |                    |                    |
| Grado                                   | Appellativo        | Distintivo         |                    |                    |                    |
| Quartier-maître de première classe      | Quartier-maître    |                    |                    |                    |                    |
| Quartier-maître de deuxième classe      | Quartier-maître    |                    |                    |                    |                    |
| Matelot de première Classe              | Matelot            |                    |                    |                    |                    |
| Matelot                                 | Matelot            | Nessun Distintivo  |                    |                    |                    |

## Flotta
| Classe                                           | Immagine    | NO.                    | Nome                                                                     | Anno            | Note |
| Fregate (6)                                      | Fregate (6) | Fregate (6)            | Fregate (6)                                                              | Fregate (6)     | Fregate (6) |
| ------------------------------------------------ | ----------- | ---------------------- | ------------------------------------------------------------------------ | --------------- | --- |
| Classe Aquitaine (FREMM)                         |             | 701                    | Mohammed VI                                                              | 2013            | versioni antisom (ASW) anti-submarine warfare |
| Classe Sigma (FMMM)                              |             | 613 614 615            | Tarik Ben Ziyad Moulay Ismail Allal Ben Abdellah                         | 2011 2012 2012  | Sigma Versione 10513 Sigma Versione 9813 Sigma Versione 9813 |
| Classe Floréal (FFGHM)                           |             | 611 612                | Mohammed V Hassan II                                                     | 2002 2003       | |
| Corvette (1)                                     |             |                        |                                                                          |                 | |
| Classe Descubierta                               |             | 501                    | Lieutenant-Colonel Errahmani                                             | 1983            | (verrà sostituita dalla seconda FREMM) |
| Classe Avante 1800                               |             |                        |                                                                          | 2025            | Il 3 luglio è stata commemorata la cerimonia ufficiale del taglio dell'acciaio per dare inizio alla costruzione della corvetta marocchina di classe Avante presso il cantiere Navantia a San Fernando. La corvetta ha un tonnellaggio di 2100 e una lunghezza di 89 metri, è prevista per essere consegnata nel 2025. |
| Vedette lancia-missili (4)                       |             |                        |                                                                          |                 | |
| Classe El Khattabi (Lazaga)                      |             | 304 305 306 307        | El Khattabi Com. Boutouba Com. El Harty Com. Azouggarh                   | 19811982        | Aggiornati nel 2008 in Spagna "Navantia" per un importo stimato di 10 milioni di Euro. |
| Motocannoniere (2)                               |             |                        |                                                                          |                 | |
| Classe Okba (PR 72)                              |             | 302 303                | Okba Triki                                                               | 19761977        | |
|                                                  |             |                        |                                                                          |                 | |
|                                                  |             |                        |                                                                          |                 | |
| Pattugliatore OPV (pattugliamento d'altura) (18) |             |                        |                                                                          |                 | |
| Classe Bir Anzarane                              |             | 341 342 343 344        | Bir Anzaran xxxxxx                                                       | 2011(N/A) (N/A) | |
| Classe Raïs Bargach                              |             | 318 319320 321 322     | Raïs Bargach Raïs Britel Raïs Charkaoui Raïs Maaninou Raïs Al Mounastiri | 199519961997    | |
| Classe El Lahiq (Osprey 55)                      |             | 308 309316317          | El Lahiq El Tawfiq El Hamiss El Karib                                    | 199519961997    | |
| Classe Vigilance                                 |             | 310 311 312 313 314315 | LT. D Vaisseau Rabhi Errachiq El Akid El Mahe El Majid El Bachir         | 19881989        | |
| Nave d'assalto anfibio e navi ausiliarie(8)      |             |                        |                                                                          |                 | |
| Classe Newport                                   |             | 407                    | Sidi Mohammed Ben Abdallah                                               | 1971            | |
| Classe Champlain                                 |             | 402 403404             | Daoud Ben Aicha Ahmed Es SkkaliA.A El Ayachi                             | 1977 19771978   | |
| Stan Tender                                      |             | H01                    | Stan Tender 1504                                                         | 2011            | per studi idrografici e ricerca scientifica |
| Stan Tender                                      |             | A2                     | Al Mounkid                                                               | 2015            | Rimorchiatore portuale Damen Stan Tug 2208 |
| Classe Ad-Dakhla                                 |             | 408                    | Ad-Dakhla                                                                | 1997            | |
| Rimorchiatore portuale                           |             | Y171                   | Rimorchiatore portuale medio                                             | (sconosciuto)   | |
| Traghetto                                        |             |                        | Marrakech                                                                | 1986            | 620 pax e 220 veicoli nave di supporto e trasporto |
| Landing Craft Tank                               |             | 409                    | LCT                                                                      | 2016            | Landing Craft Tank da 50 metri "PIRIOU ENGINEERING". |

Pattugliatore IPV (pattugliamento di acque interne) (84 unità)
- P-32 IPV (10 unità)
- Raidco Marine RPB 20 (10 unità)
- Rodman 101 (9 unità)
- Rodman-55 (10 unità)
- Arcor-17 (10 unità)
- Arcor-46 (18 unità)
- Arcor-53 (15 unità)
- Griffon 500TD (2 unità)
- Interceptor 1503 (5 unità)

## Mezzi aerei
Sezione aggiornata annualmente in base al World Air Force di Flightglobal del corrente anno. Tale dossier non contempla UAV, aerei da trasporto VIP ed eventuali incidenti accorsi durante l'anno della sua pubblicazione. Modifiche giornaliere o mensili che potrebbero portare a discordanze nel tipo di modelli in servizio e nel loro numero rispetto a WAF, vengono apportate in base a siti specializzati, periodici mensili e bimestrali. Tali modifiche vengono apportate onde rendere quanto più aggiornata la tabella.
| Aeromobile                        | Origine     | Tipo                              | Versione (denominazione locale) | In servizio (2024) | Note | Immagine |
| Aerei da pattugliamento marittimo |             |                                   |                                 |                    | |          |
| Beechcraft King Air 300           | Stati Uniti | aereo da pattugliamento marittimo | B300ER MPA                      | 2                  | 3 Super King Air 300ER di seconda mano costruiti nel 2016 che saranno convertiti come pattugliatori marittimi. Tra le dotazioni installate ci saranno vari sistemi forniti dall'italiana Leonardo, ovvero, il sistema ATOS (Airborne Tactical Observation and Surveillance), il radar AESA Seaspray 7500E, IFF, Link 11 e un sensore elettro-ottico EOST23. |          |
| Elicotteri                        |             |                                   |                                 |                    | |          |
| Eurocopter AS 565 Panther         | Francia     | elicottero utility                | AS 565M                         | 3                  | 3 AS 565M entrati in servizio a partire dal 2002. |          |
| Bell 412                          | Stati Uniti | elicottero utility                | Bell 412                        | 1                  | Bell 412 EPI ASW per la lotta antisommergibile ed è equipaggiato con kit rimovibile di siluri e con Sonar attivo a lungo raggio L3 Harris |          |

## Galleria d'immagini

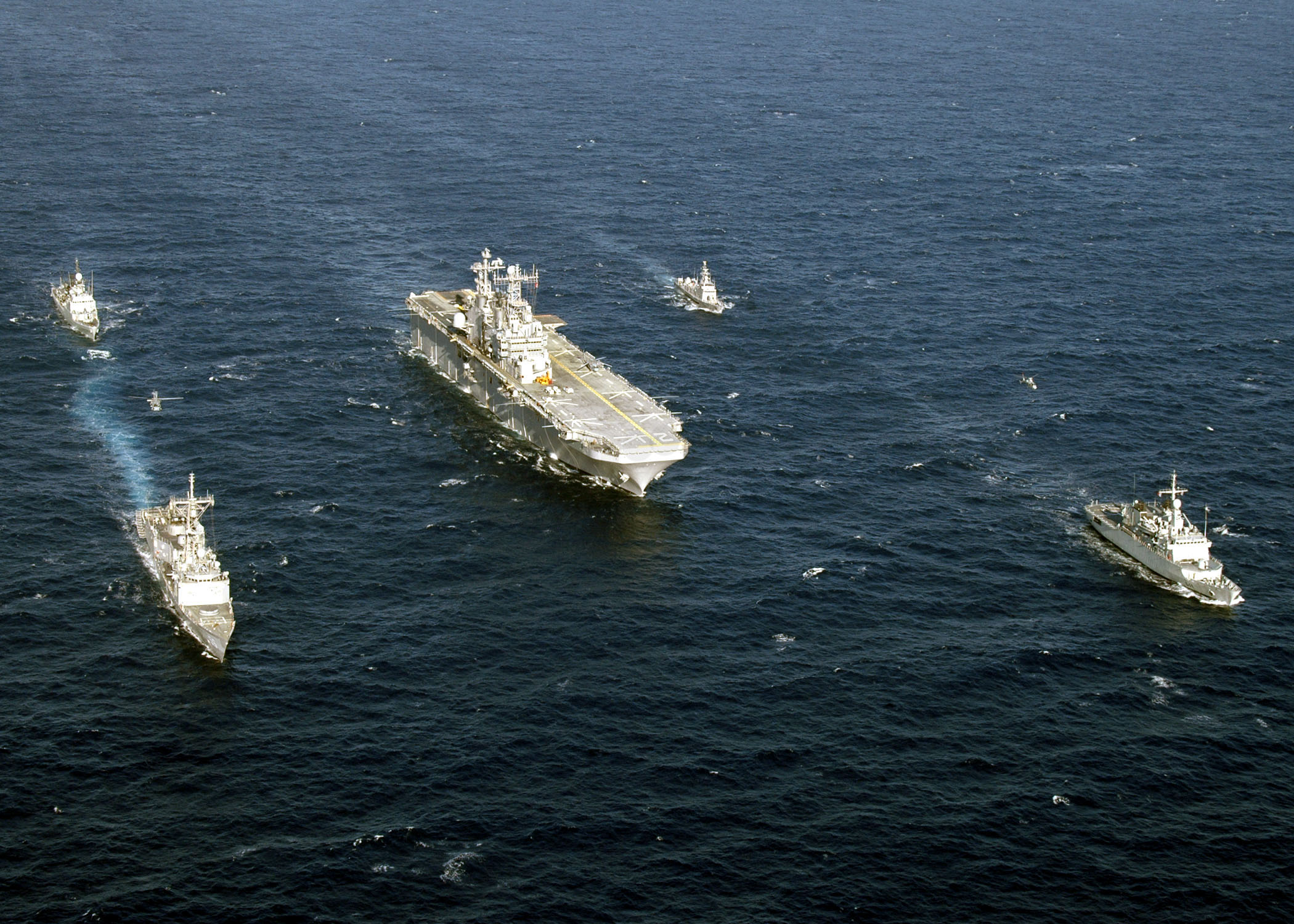
fregata Mohammed V (611) Classe Floréal.
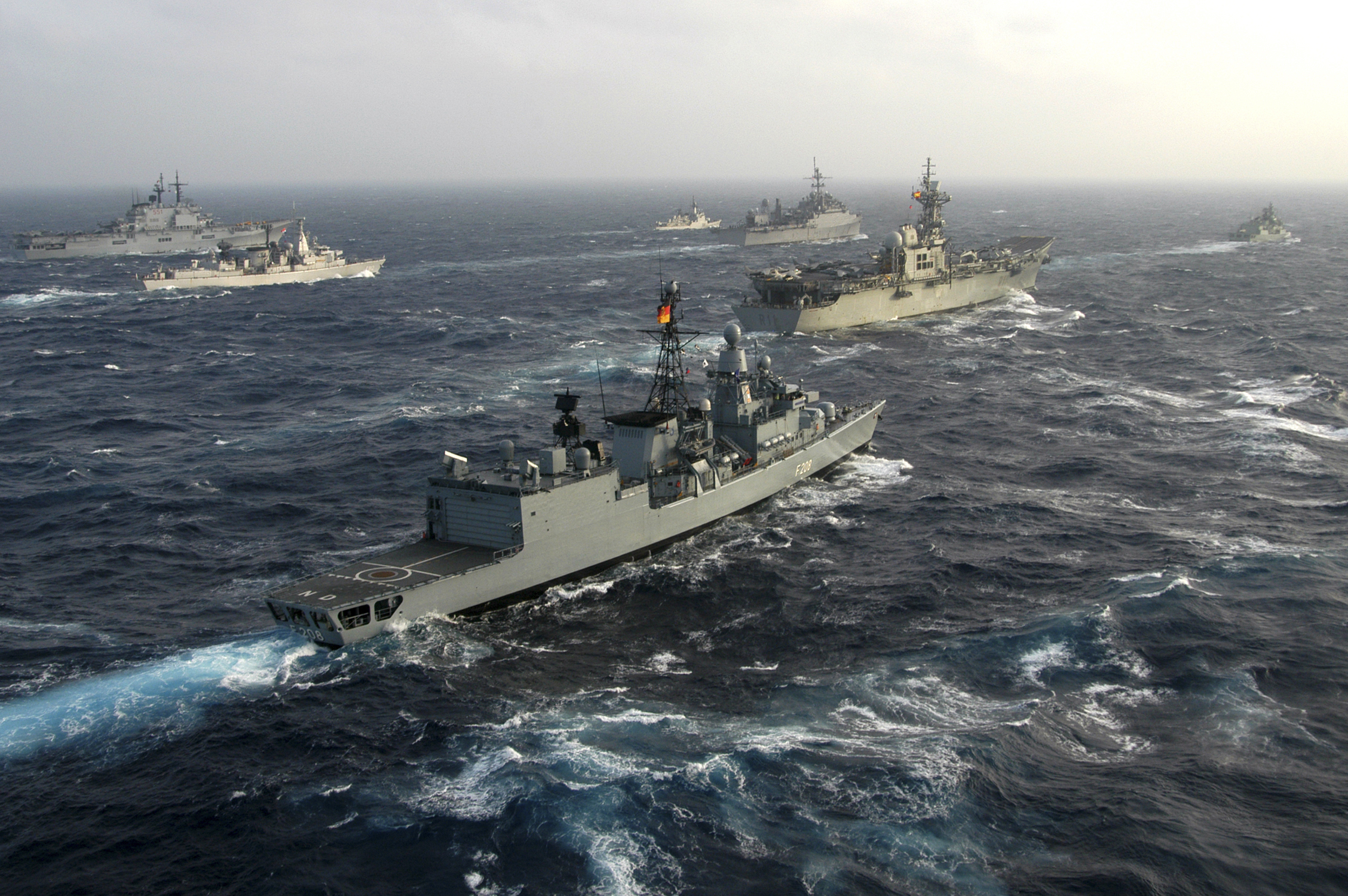
esercitazione Majestic Eagle 2004.
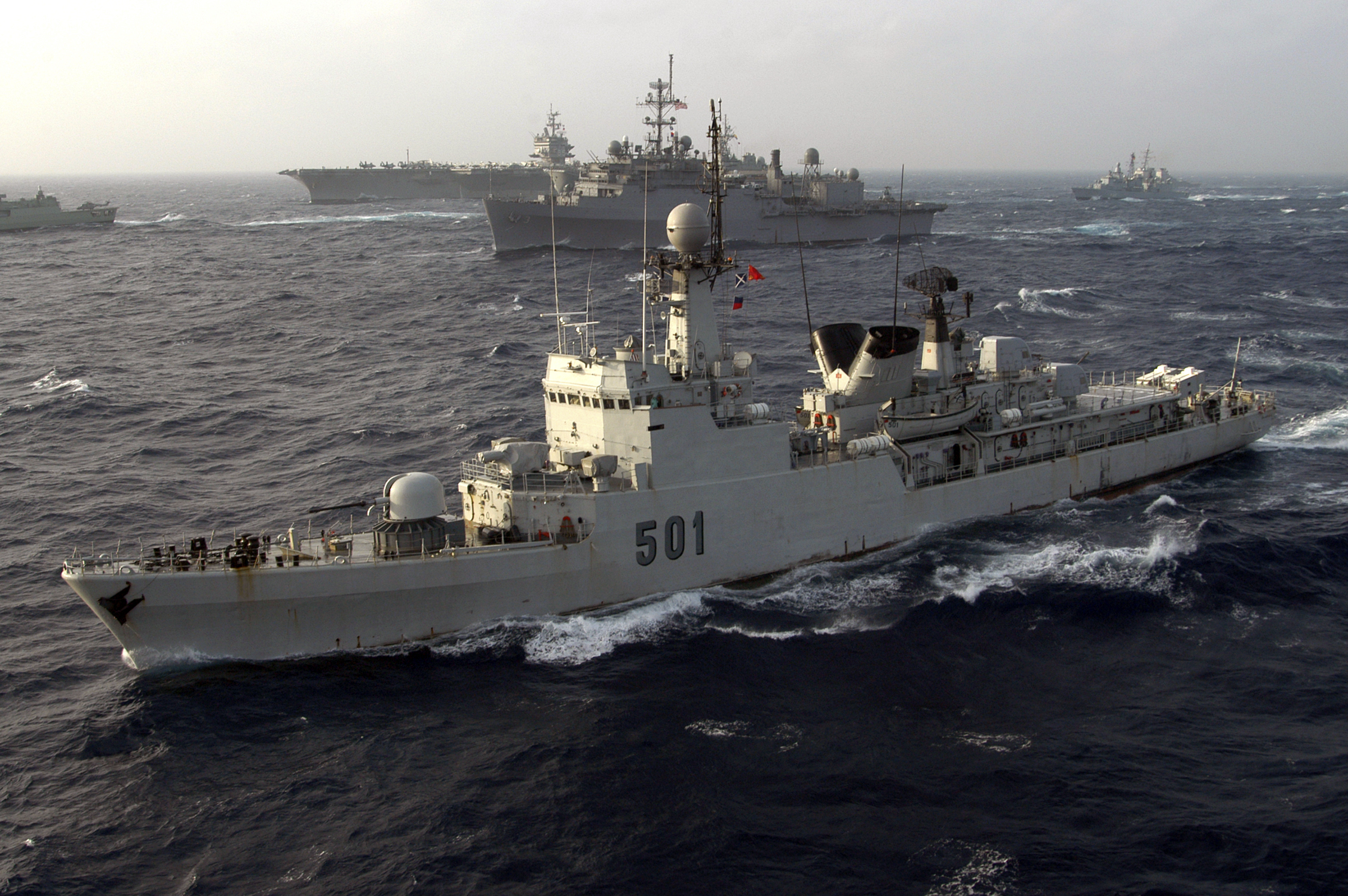
la corvetta Lieutenant-Colonel Errahmani Classe Descubierta
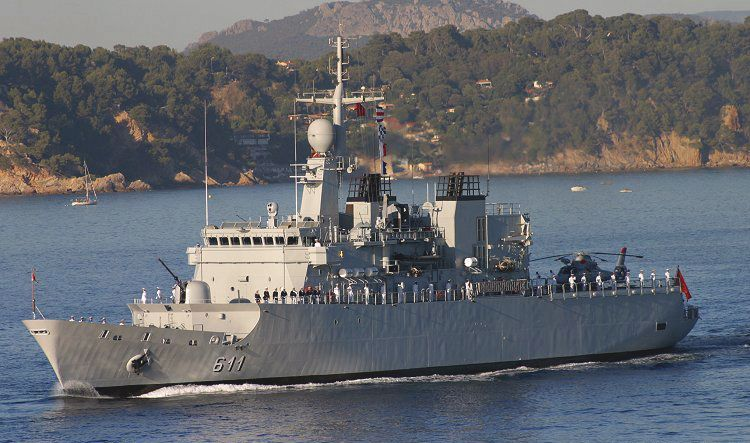
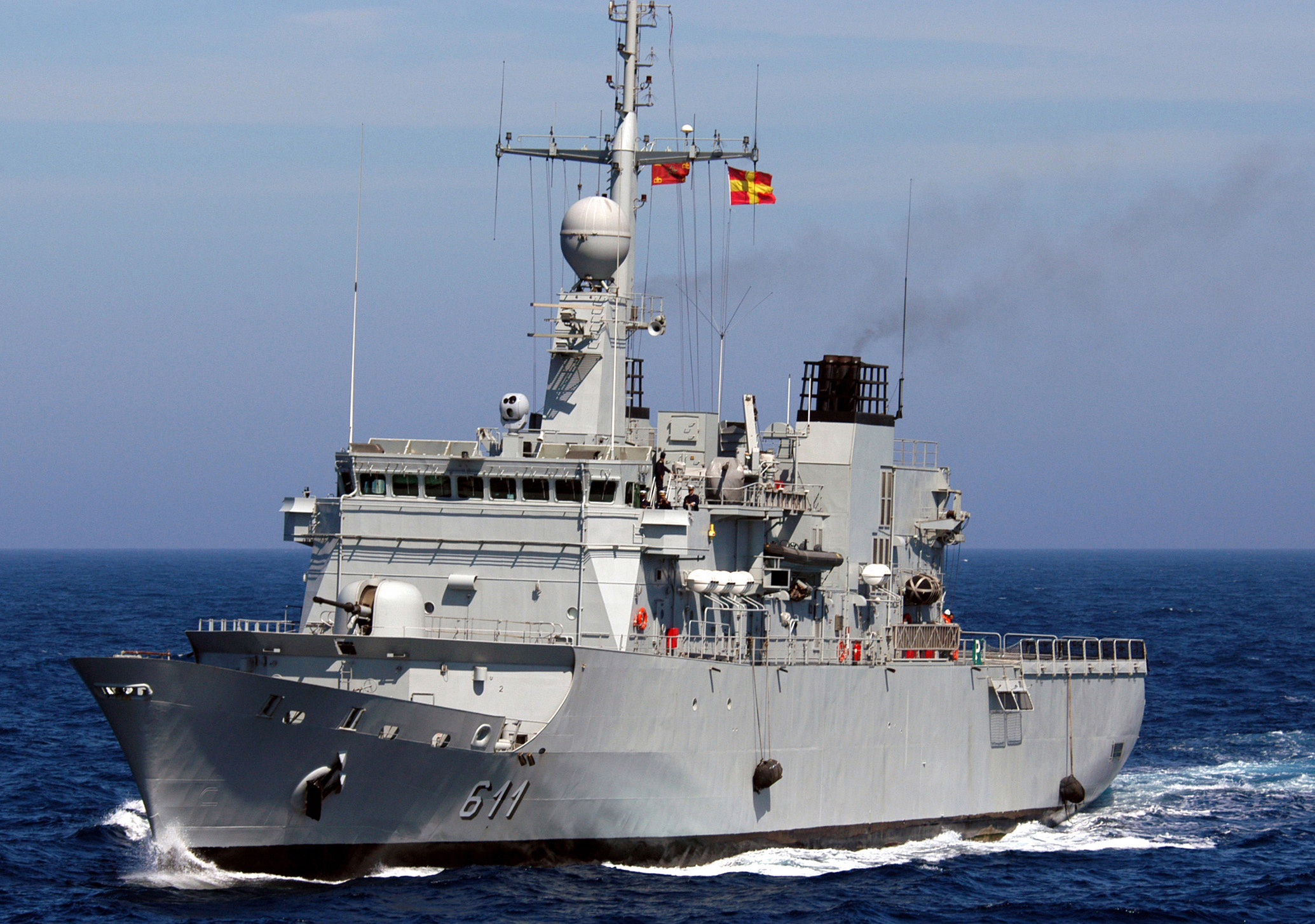